# Condado de Garfield (Utah)
O Condado de Garfield é um dos 29 condados do Estado norte-americano do Utah. A sede do condado é Panguitch, que é também a sua maior cidade. O condado tem uma área de 13 489 km², uma população de 4735 habitantes, e uma densidade populacional de 0,3 hab/km² (segundo o censo nacional de 2000). O condado foi fundado em 1882 e recebeu o seu nome em homenagem a James Abram Garfield (1831-1881), que foi o 20.º presidente dos Estados Unidos (1881).